# Patrice Evra
Patrice Evra (15. května 1981 Dakar) je bývalý francouzský profesionální fotbalista senegalského původu, který hrával na pozici levého obránce. Mezi lety 2004 a 2016 odehrál také 81 utkání v dresu francouzské reprezentace.
V roce 2015 se stal prvním hráčem, který v kariéře prohrál finále Ligy mistrů UEFA rovnou ve čtyřech případech, a to v sezónách 2003/04 s Monakem, 2008/09 a 2010/11 s Manchesterem United a 2014/15 s Juventusem a kromě prvního finále pokaždé proti Barceloně.
Na konci července v roce 2019 oznámil ukončení kariéry.

## Klubová kariéra
Ve 34. kole Premier League 2012/13 20. dubna 2013 porazil Manchester United Aston Villu 3:0, Evra mohl v předstihu slavit se spoluhráči ligový titul (dvacátý v historii klubu).
V letní přestávce roku 2014 přestoupil z Manchesteru do italského prvoligového celku Juventus FC, kde podepsal dvouletou smlouvu. Turínský tým za něj zaplatil 1,2 miliónů eur (přibližně 41 miliónů tehdejších korun). V lednu 2017 se vrátil do Francie a podepsal kontrakt s klubem Olympique Marseille.
Na jaře 2018 působil v anglickém West Hamu United, odehrál pět zápasů
Na konci července 2019 oznámil konec kariéry.

### Klubové statistiky
| Sezona  | Klub                    | Země    | Soutěž         | Zápasy | Góly |
| ------- | ----------------------- | ------- | -------------- | ------ | ---- |
| 1998/99 | S.C. Marsala 1912       | Itálie  | Serie B        | 24     | 3    |
| 1999/00 | A.C. Monza Brianza 1912 | Itálie  | Serie B        | 3      | 0    |
| 2000/01 | OGC Nice                | Francie | Ligue 2        | 5      | 0    |
| 2001/02 | OGC Nice                | Francie | Ligue 2        | 35     | 1    |
| 2002/03 | AS Monaco               | Francie | Ligue 1        | 36     | 1    |
| 2003/04 | AS Monaco               | Francie | Ligue 1        | 33     | 0    |
| 2004/05 | AS Monaco               | Francie | Ligue 1        | 36     | 0    |
| 2005/06 | AS Monaco               | Francie | Ligue 1        | 15     | 0    |
| 2005/06 | Manchester United       | Anglie  | Premier League | 11     | 0    |
| 2006/07 | Manchester United       | Anglie  | Premier League | 24     | 1    |
| 2007/08 | Manchester United       | Anglie  | Premier League | 32     | 0    |
| 2008/09 | Manchester United       | Anglie  | Premier League | 28     | 0    |
| 2009/10 | Manchester United       | Anglie  | Premier League | 38     | 0    |
| 2010/11 | Manchester United       | Anglie  | Premier League | 35     | 1    |

## Reprezentační kariéra
V A-mužstvu Francie debutoval 18. 8. 2004 v přátelském zápase v Rennes proti reprezentaci Bosny a Hercegoviny (remíza 1:1).
Trenér Didier Deschamps jej vzal na Mistrovství světa 2014 v Brazílii. Francouzi vypadli na šampionátu ve čtvrtfinále s Německem po porážce 0:1. Představil se i na domácím EURU 2016.

## Úspěchy

### Klubové

#### AS Monaco
- Coupe de la Ligue (2002/03)

#### Manchester United
- Liga mistrů UEFA (2007/08)
- Carling Cup (2005/06, 2008/09, 2009/10)
- Premier League (2006/07, 2007/08, 2008/09, 2010/11, 2012/13)

#### Juventus FC
- Serie A (2014/15)